# آخرین قهرمان در چین
آخرین قهرمان در چین (به چینی: 黃飛鴻之鐵雞鬥蜈蚣) یک فیلم رزمی محصول سال ۱۹۹۳ سینمای هنگ کنگ به کارگردانی و نویسندگی وانگ جینگ با بازی جت لی است.